# Graptemys flavimaculata
Graptemys flavimaculata är en sköldpaddsart som beskrevs av  Fred Ray Cagle 1954. Arten ingår i släktet Graptemys och familjen kärrsköldpaddor. IUCN kategoriserar Graptemys flavimaculata globalt som sårbar. Inga underarter finns listade i Catalogue of Life.
Arten lever enbart i floden Pascagoula och dess bifloder Leaf, Chickasawhay och Escatawpa i södra Mississippi.
Graptemys flavimaculata är uteslutande flodlevande och föredrar soliga flodavsnitt med måttliga till starka strömmar, gott om sandbankar och med rikliga mängder döda träd att sola sig på.
Hanar och ungdjur livnär sig främst på insekter och delar av svampdjur, medan vuxna honor äter mestadels blötdjur och svampdjur.